# Constel·lació de l'Hidra Mascle
L'Hidra mascle (Hydrus) és una petita constel·lació situada prop del pol sud celeste i retalla una part de l'espai situada sota el pla de la Via Làctia. No conté, doncs, gaires estrelles visibles.

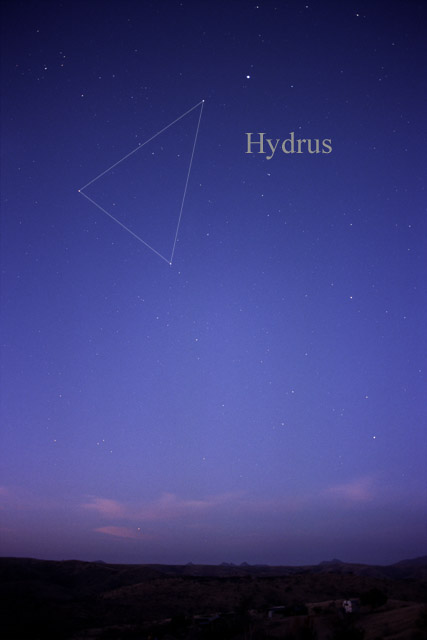
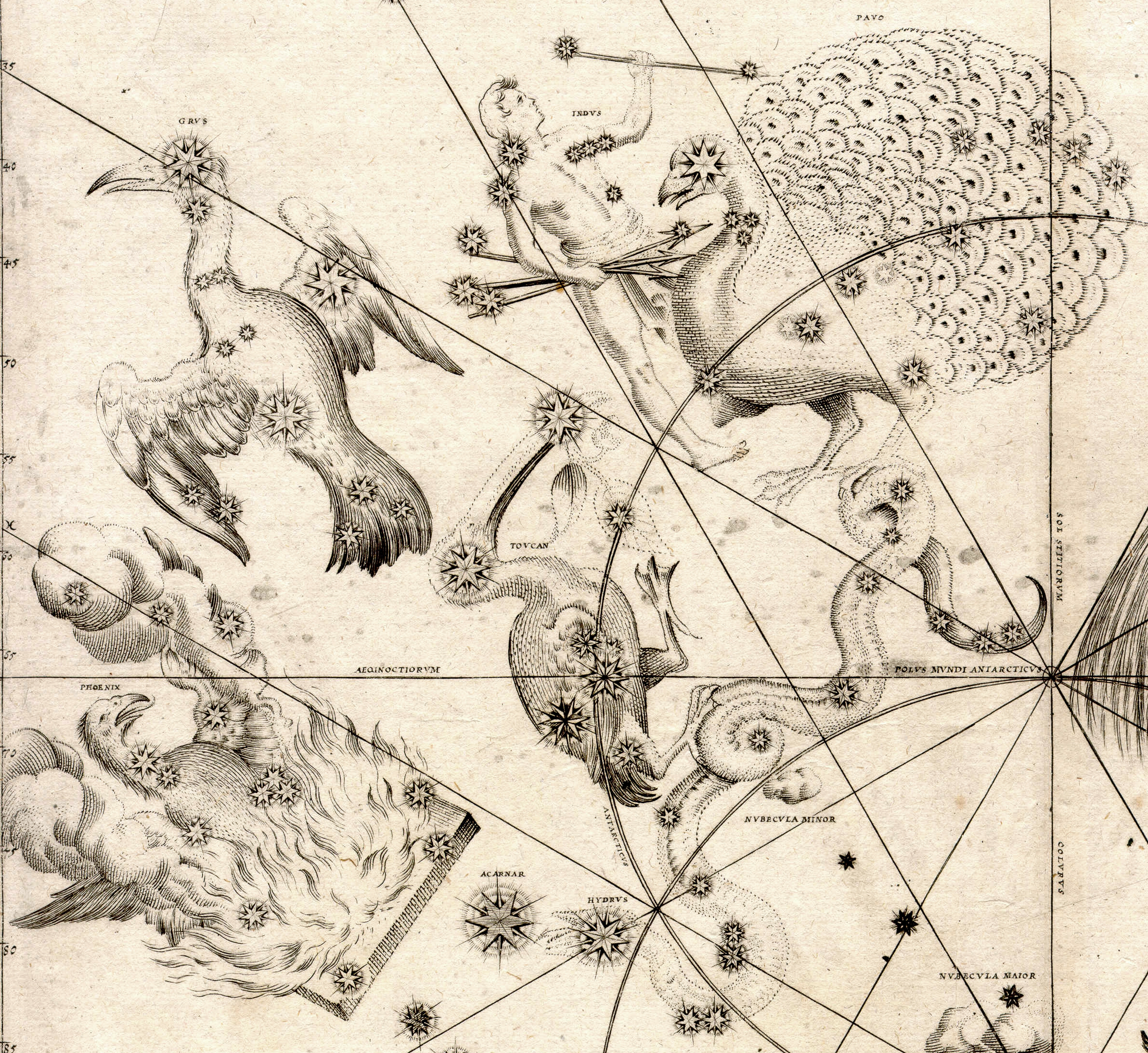